# 萊奧·庫倫
萊奧·庫倫（英語：Leo Cullen；1978年1月9日—）是一位已經退役的愛爾蘭橄欖球運動員。他是愛爾蘭國家橄欖球隊的一員，代表愛爾蘭參加了2011年世界盃橄欖球賽。